# Neomusotima fuscolinealis
Neomusotima fuscolinealis är en fjärilsart som beskrevs av Yutaka Yoshiyasu 1985. Neomusotima fuscolinealis ingår i släktet Neomusotima och familjen Crambidae. Inga underarter finns listade i Catalogue of Life.